# Невиконання наказу
Невиконання наказу — військовий злочин, за який передбачається кримінальна відповідальність в Україні та в низці інших країн. Відповідальність за 403 статтею (чи аналогічною статтею в інших країнах) настає у випадку, коли невиконання наказу не мало ознак, передбаченого 402 статтею КК.
Суб'єкт злочину і аналогічний суб'єкту злочину, передбаченого 402 статтею Кримінального кодексу, тобто це військовослужбовець, який є підлеглим відносно начальника.
Об'єкт злочину також аналогічний об'єкту злочину, передбаченого 402 статтею КК: порядок виконання наказів у військових формуваннях України.
Об'єктивна сторона злочину характеризується бездіяльністю. За статтею 403 караються випадки, коли наказ не було виконано вірно, вчасно та повно внаслідок неуважності, забудькуватості тощо. Обов'язковою складовою об'єктивної сторони цього злочину є настання тяжких наслідків: завдання значної матеріальної шкоди, зрив виконання бойового завдання, катастрофа, аварія, пожежа, значне забруднення навколишнього середовища тощо.
Суб'єктивна сторона злочину характеризується необережністю. Складові об'єктивної і суб'єктивної сторони відрізняються від таких у непокорі, де настання тяжких наслідків є необов'язковим для кваліфікації і невиконання наказу вчиняється умисно.
- Відповідальність в Україні: за ч.1: службові обмеження на строк до двох років або тримання в дисциплінарному батальйоні військовослужбовців до одного року, або позбавлення волі на строк до двох років; те саме діяння, вчинене в умовах особливого періоду (ч.2): позбавлення волі на строк від двох до п'яти років; те саме діяння, вчинене в умовах воєнного стану чи в бойовій обстановці (ч.3): позбавлення волі на строк від п'яти до восьми років.
- В Російській Федерації відповідальність настає за ч.3 ст. 332 «Невиконання наказу»: службові обмеження для військовослужбовців до одного року або арешт до шести місяців, або тримання в дисциплінарному батальйоні військовослужбовців до двох років.
- Ухилення від виконання наказу, так само, як і непокора, карається за ст. 386 КК Киргизстану триманням в дисциплінарному батальйоні військовослужбовців від шести місяців до одного року, штрафом від 200 до 500 «розрахункових показників» або позбавленням волі до двох років (від двох до п'яти — за ч.2 за наявності обставин, які обтяжують покарання).
- У Грузії невиконання наказу карається за ст. 383 КК:  службові обмеження до двох років або позбавлення волі до одного року, внаслідок недбалого або недобросовісного ставлення до служби — службові обмеження до одного року або тримання в дисциплінарному батальйоні військовослужбовців до двох років (в обох випадках умовою відповідальності є наявність шкоди); за наявності обставин, які обтяжують покарання, — від двох до п'яти років позбавлення волі
- У В'єтнамі аналогічний злочин визначено у ст. 395 Кримінального кодексу («неточне виконання наказу» — «неуважне, запізніле, самоправне виконання наказу, якщо це спричинило серйозні наслідки»): покарання становить «перевиховання, не пов'язане з позбавленням волі» на строк до трьох років або позбавлення волі на строк від шести місяців до трьох років; в разі вчинення злочину в бойовій обстановці, під час воєнного стану, під час виконання рятувальної місії або в умовах надзвичайного стану чи в разі настання особливо тяжких наслідків покарання збільшується до 3—10 років позбавлення волі.
- В Білорусі за дане покарання призначається за ст. 439 Кримінального кодексу («невиконання наказу») і виражається у виді службових обмежень на строк до одного року, арештом (за загальною нормою від одного до трьох місяців) або позбавленням волі на строк до одного року. Те саме діяння, яке потягло тяжкі наслідки, карається службовим обмеженням на строк до двох років або позбавленням волі на строк до трьох років.